# Ahuízotl
En la mitologia asteca, l'ahuízotl és un monstre aquàtic amb la grandària i forma general de gos, però amb mans i peus de mico, orelles punxegudes i cobert de pelatge gris fosc d'aspecte relliscós que, fora de l'aigua una vegada mullat, s'enduria en metxes que semblaven espines per les quals l'ahuízotl rep el seu nom: en nàhuatl a(tl) significa 'aigua' i huiz(tli) 'espina'.
Disposava també d'una llarguíssima cua rematada amb una mà amb la qual atrapava tot allò que s'acostés als gorgs i cursos d'aigua on habitava, i l'ofegava.
En ser un nom poc comú els cronistes van posar poca atenció a traduir-ho, el més general és trobar el seu significat com "llúdria" o "gos d'aigües". L'historiador Enrique Vela ho analitza des d'un punt etimològic i proposa la traducció com "l'espinós de l'aigua"; que seria el seu sentit original però en l'ús diari es va haver de referir exclusivament per nomenar l'animal. S'ha proposat que podria tractar-se d'un animal avui extint del Llac de Texcoco, emparentat amb les llúdrigues, i per la seva raresa, mitificat tant en hàbits com en aspecte.
L'atac de l'ahuízotl, que estava al servei de les divinitats de la pluja, suposava que els déus havien triat la víctima i les seves ànimes eren portades al paradís. Els cossos dels infortunats, que només podien ser tocats per sacerdots a causa de l'interès dels déus per les seves ànimes, sempre apareixien als tres dies de la mort i a tots la bèstia els havia arrencat els ulls, les ungles i les dents a l'interior del seva gruta subaquàtica. Generalment, l'ahuízotl atreia els humans, especialment els pescadors, plorant com un nadó des de les ribes i, de vegades, provocava remolins que expulsaven fora de l'aigua peixos i granotes.